# Namu
Atol Namu (marshallsky: Naṃo [naṃẹw]) je korálový atol, který patří k rovnoběžnému pásu ostrovů zvaném Ralik na Marshallových ostrovech. Atol se nachází 62 kilometrů jihovýchodně od atolu Kwajalein a 45 kilometrů severozápadně od atolu Ailinglaplap. Tvoří ho 54 ostrovů. Rozloha ostrovů atolu je 6,27 kilometru čtverečných, ale atol uzavírá lagunu o rozloze 397 kilometrů čtverečných.
Mezi nejvíce zalidněné ostrovy patří Namu, Majkin, Loen a Mae. Na ostrově Majkin se nachází letiště. Populace atolu celkem je přibližně 800 obyvatel.